# Adinol
Adinol är en finkornig kvarts-albitbergart. Den är ljusgrå till färgen och är en produkt av att ett lerigt sediment undergått metamorfos i kontakt med diabas.